# Pin cu o singură frunză
Pinul cu o singură frunză (Pinus monophylla) este un arbore care aparține familiei Pinaceae și genului Pinus. Este unica specie de pin cu un singur ac din lume. P. monophylla este originar din sud-vestul Statelor Unite și nordul Mexicului, arealul de răspândire incluzând sudul Idaho, vestul Utah, Arizona, sud-vestul New Mexico, Nevada, estul și sudul Californiei și nordul Baja California.
Apare la altitudini moderate de la 1.200 la 2.300 m, rareori până la 950 m și până la 2.900 m. Este arborele oficial al statului Nevada.
Pinul cu o singură frunză este, de asemenea, cultivat ca arbore ornamental, rezistă bine seceta și fauna sălbatică. Este rar cultivată în pepiniere, deoarece germinează greu. Semințele de pin și chiar conurile prăjite sunt comestibile.

## Descriere
Pinus monophylla este un arbore de dimensiuni mici-mijlocii, care ajunge la 10–20 m înălțime și cu un diametru al trunchiului de până la 80 cm, rareori mai mult. Scoarța este brăzdată neregulat și solzoasă. Frunzele („ace”) sunt unice (nu două sau mai multe într-un fascicul, deși se găsesc ocazional arbori cu ace în perechi), robuste, de 4–6 cm lungime și de culoare gri-verde până la albastru-verde foarte glauc, cu stomatele pe toată suprafața acului (și pe suprafețele interioare și exterioare ale acelor pereche). Conurile au 4,5–8 cm de lungime și lățime când sunt închise, verzi la început, ajung la culoarea galbenă la 18–20 de luni, cu doar un număr mic de solzi foarte groși, de obicei 8-20 de solzi fertili. Conurile cresc astfel pe un ciclu de 26 de luni, astfel încât conurile verzi mai noi și cele mai vechi, purtătoare de semințe, de culoare maro deschisă, se află pe copac în același timp.

### Subspecii
Există trei subspecii:
- Pinus monophylla subsp. monophylla. Cea mai răspândită, cu excepția zonelor de mai jos. Are ace mai robuste, de culoare albastru-verde strălucitor, cu 2–7 canale de rășină și 8–16 linii stomatice. Conurile sunt lungi de 5,5–8 cm, adesea mai lungi decât largi.
- Pinus monophylla subsp. californiarum (D. K. Bailey) Zavarin. Sudul Nevadei, sud-vest prin sud-estul Californiei (nord-vest doar până la Munții San Jacinto) până la 29°N în nordul Baja California. Ace mai puțin robuste, de culoare gri-verde, cu 8–16 canale de rășină și 13–18 linii stomatice. Conurile sunt lungi de 4,5–6 cm, mai late decât lungi.
- Pinus monophylla subsp. fallax (E. L. Little) D.K. Bailey. Văile inferioare ale râului Colorado și afluenții adiacenți de la St. George, Utah până la Munții Hualapai și de-a lungul flancului inferior al Mogollon Rim până la Silver City, New Mexico. Ace mai puțin robuste, de culoare gri-verde, cu 2–3 canale de rășină și 8–16 linii stomatice. Conurile sunt lungi de 4,5–6 cm, mai late decât lungi.

## Galerie

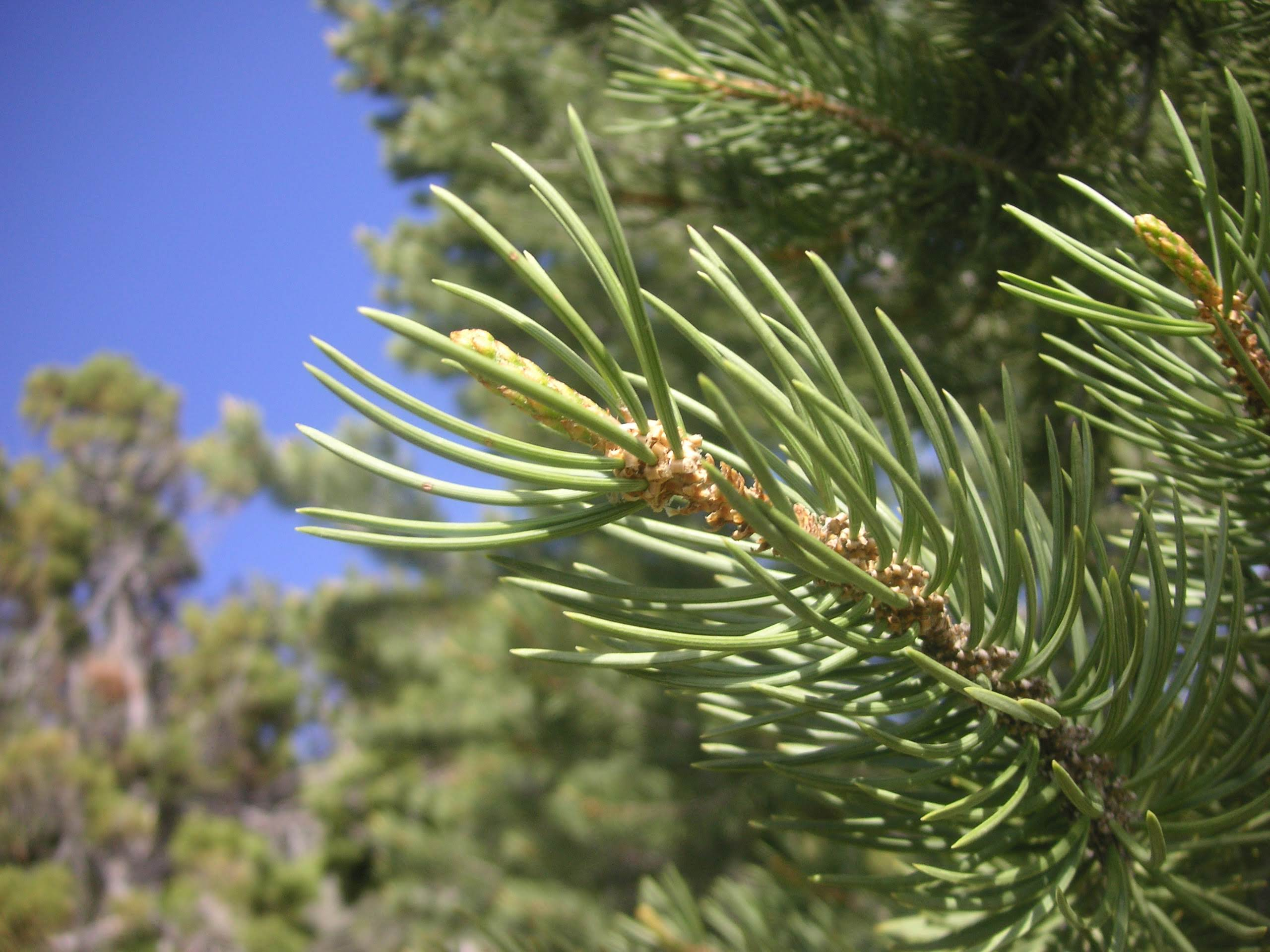
Arbore hibrid care prezintă ace unice ale P. monophylla și cele două ace ale P. edulis. Creasta canionului Logan-Dry, Bear River Range, Utah.
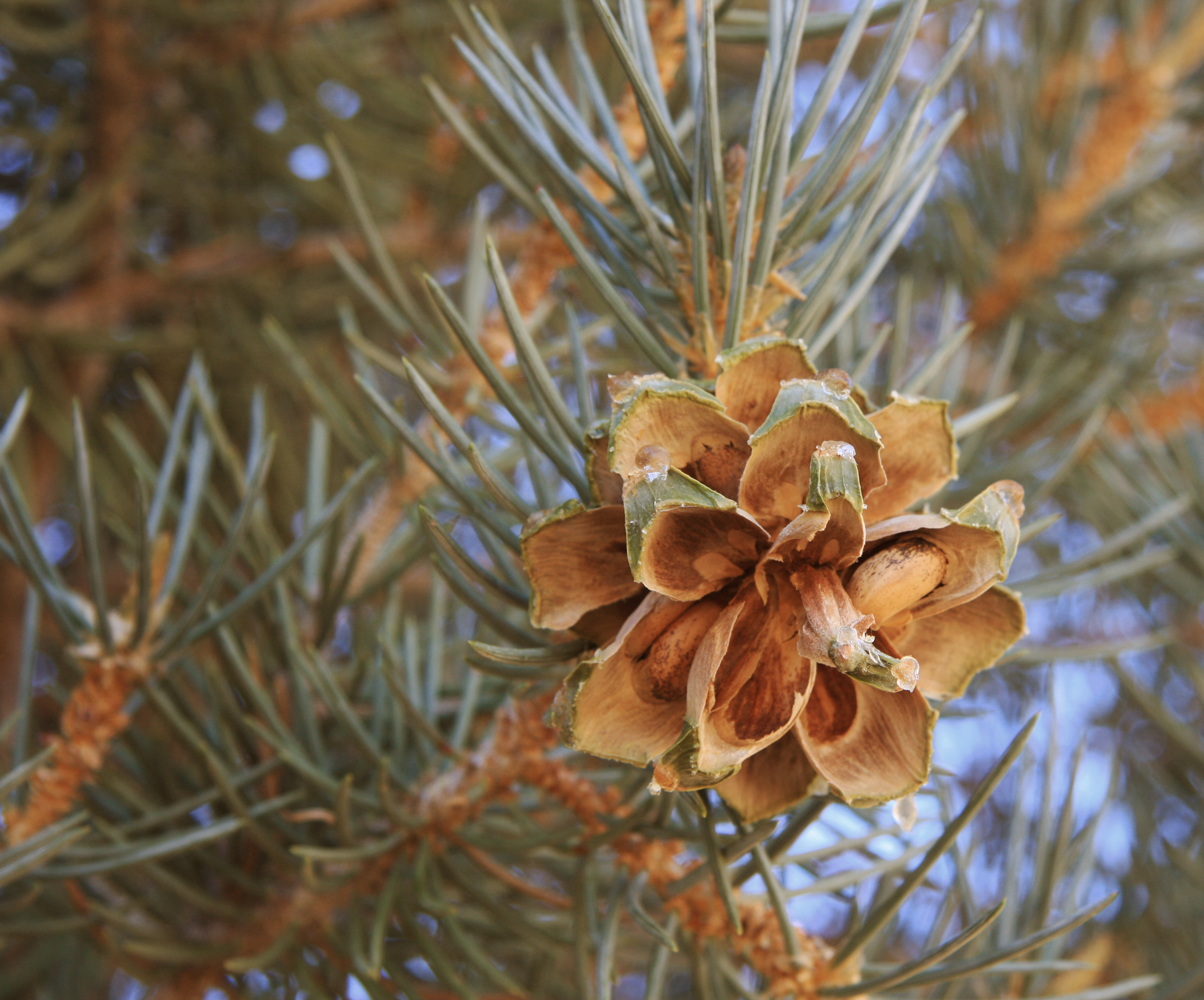
Con deschis fără semințe
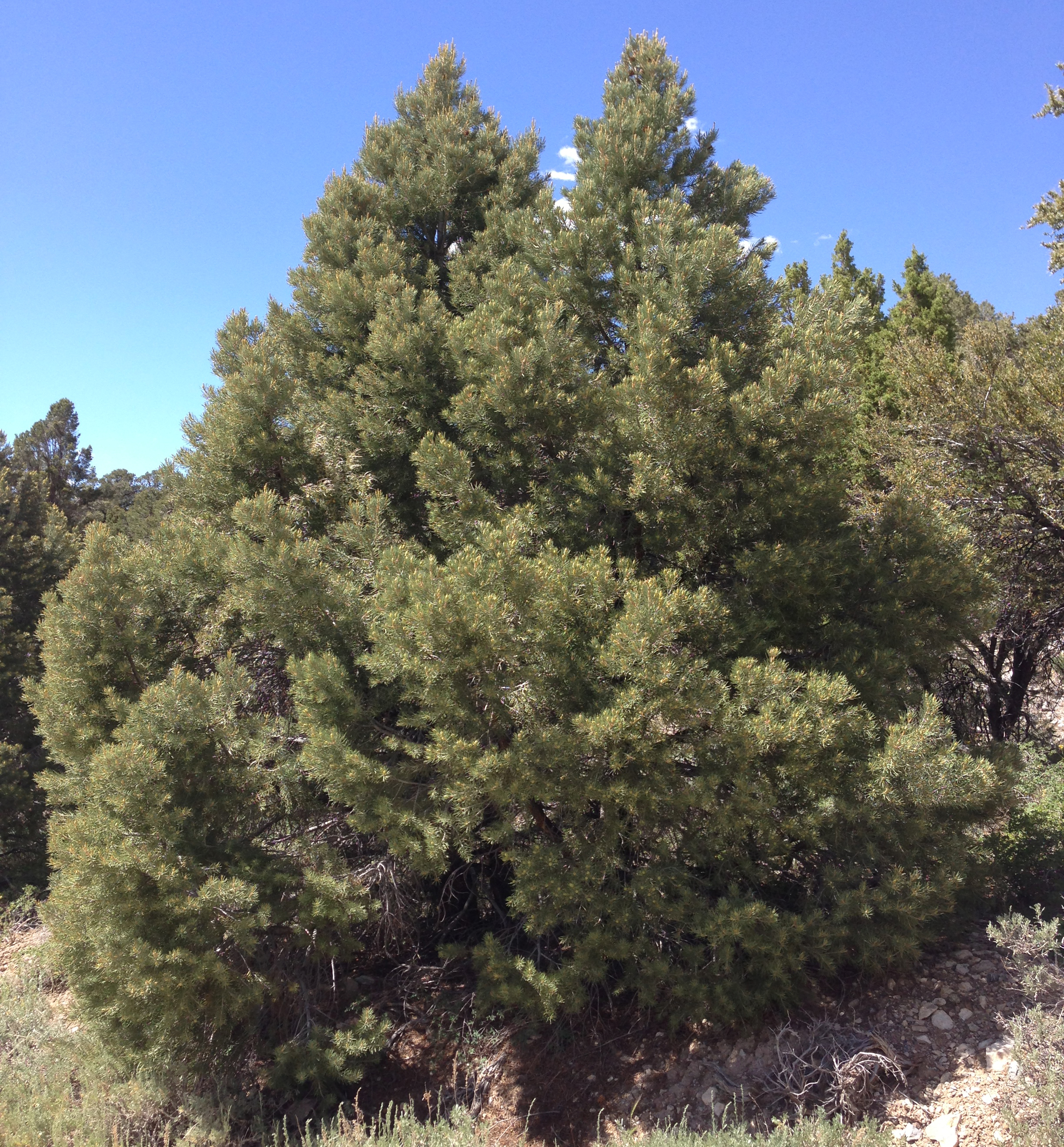
Arbore fotografiat în luna iune în Spruce Mountain, Nevada